# Kochsa
Die Kochsa ist ein Bach in Spremberg im Süden des Landes Brandenburg.

## Verlauf
Der Bach entsprang ursprünglich in Roitz, einem Dorf westlich von Spremberg, das 1977/1978 vollständig umgesiedelt und später vom Braunkohlentagebau Welzow-Süd abgebaggert wurde. Mit dem Dorf verschwanden auch die Quelle und weite Teile der Kochsa. Die neue Quelle kann nicht genau lokalisiert werden, liegt aber im Gebiet der heutigen Spremberger Wohnplätze Pulsberg und Kochsdorf.
Im Oberlauf führt der Bach nur wenig Wasser, der Betreiber des Tagebaus speist zusätzlich Grubenwasser ein. Im weiteren Verlauf durchquert der Bach Kochsdorf und den Kochsagrund nahe dem Spremberger Freibad. Am Rande der Spremberger Stadtrandsiedlung entlang fließt die Kochsa dann durch mehrere kleine Teiche nach Unterteschnitz und der Cantdorfer Mühle. Die Mühle wird nicht mehr betrieben und beherbergt heute einen Lebensmittelladen und Imbiss. Von dort aus führt der Bachlauf unter der Berliner Straße entlang durch Cantdorf in Richtung Spree. Kurz vor der Mündung unterquert die Kochsa noch den Bahndamm der ehemaligen Bahnstrecke Proschim-Haidemühl–Spremberg.
Das Wasser ist klar und ist, anders als das der Spree, nicht von Verockerung betroffen.